# Alexandre Vedernikov (chef d'orchestre)
Pour les articles homonymes, voir Vedernikov.
Ne doit pas être confondu avec Alexandre Vedernikov (basse lyrique).
Alexandre Alexandrovitch Vedernikov (en russe : Александр Александрович Ведерников ; né le 11 janvier 1964 à Moscou et mort le 29 octobre 2020 dans la même ville, est un chef d'orchestre russe. 

## Biographie
Il est le fils de la basse Alexandre Filipovitch Vedernikov (Александр Филиппович Ведерников).
Il étudie au conservatoire de Moscou avec le professeur Mark Ermler. Il débute au Royal Opera House de Covent Garden en 1997. Puis il devient l'assistant de Vladimir Fedosseïev à l'Orchestre symphonique Tchaïkovski de la Radio de Moscou.
Vedernikov se fait ensuite connaître comme directeur du théâtre Bolchoï de 2001 à 2009 au cours d'un mandat controversé qui prend fin à la suite de désaccords avec la direction du théâtre.
À compter de 2009, il est le chef d'orchestre principal de l'Orchestre symphonique d'Odense.
À compter du mois de septembre 2017, il est le chef d'orchestre principal de l'Opéra de Copenhague. En 2019, il est nommé directeur musical et chef d'orchestre principal du Théâtre Michel de Saint-Pétersbourg.
Alexandre Vedernikov est mort le 29 octobre 2020 des suites du Covid-19. Il est enterré au cimetière Miousskoïe de Moscou.
Parmi les solistes avec lesquels il a collaboré, l'on peut distinguer: Martha Argerich, Iouri Bachmet, Olga Borodina, Natalia Gutman, Alexandre Kniazev, Nikolaï Louganski, Mischa Maisky, Mikhaïl Pletnev, Frank Peter Zimmermann.

## Enregistrements
- Rouslan et Ludmila (Glinka)
- Boris Godounov (Moussorgski)